# Komi Sélom Klassou

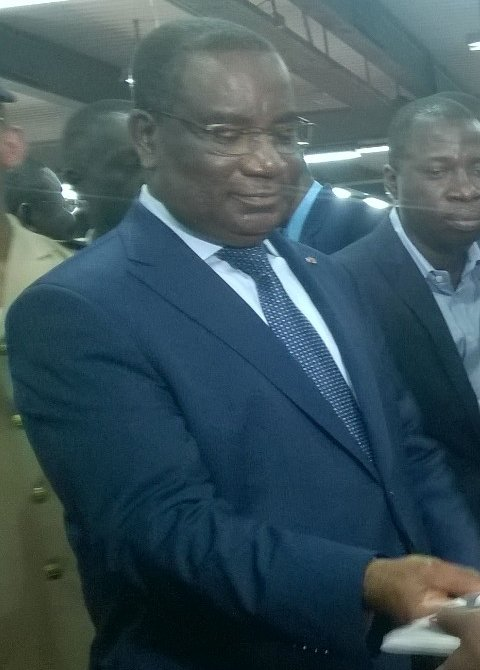
Komi Sélom Klassou, 2017

Komi Sélom Klassou (* 10. Februar 1960 in Notsé) ist ein togoischer Politiker. Er war von 2015 bis 2020 Premierminister der Republik Togo. 

## Leben
Klassou war bis 2012 Mitglied der Partei Rassemblement du peuple togolais (RPT) und ist seit 2012 Mitglied der Partei Union pour la République (UNIR). Von 2007 bis 2015 war er Abgeordneter der Nationalversammlung von Togo. Von 2000 bis 2003 war er Minister für Kultur, Jugend und Sport und von 2003 bis 2007 Minister für Bildung. Er war als Nachfolger von Kwesi Ahoomey-Zunu seit 10. Juni 2015 Premierminister von Togo. Ende September 2020 trat er zurück.